# Malé Vánoce
Malé Vánoce (finsky pikkujoulu, švédsky lilla jul) se slaví ve Finsku a na Alandech každoročně v sobotu před první adventní nedělí. Jak naznačuje název, je to jakási předzvěst Vánoc. Zdobí se malý, asi metr vysoký stromeček, nejmenší děti dostanou drobné dárky, které pod stromečkem nechávají skřítkové. Někdy také skřítkové nechávají dárky přede dveřmi domu. V prosinci se pak malý stromeček vymění za velký. Ve školách se zpívají koledy a jedí vánoční perníčky. 
V současnosti se pikkujoulu dodržuje v rodinách stále méně, ale pro mládež je to příležitost slavit či sejít se v hospodě. Nezřídka se v tomto období konají firemní večírky. Pikkujoulu ve Finsku není oficiální svátek, ale běžný pracovní den.